# Arambourgiania
Arambourgiania (il cui nome rende omaggio a Camille Arambourg) è un genere estinto di pterosauro azdarchide vissuto nel Cretaceo superiore (Maastrichtiano), in Giordania, e forse in Tennessee, USA e Marocco. Il genere contiene una singola specie, ossia A. philadelphiae. Con un'apertura alare di circa 10 metri, Arambourgiania era tra i membri più grandi della sua famiglia, gli Azhdarchidae, ed è anche uno dei più grandi animali volanti mai esistiti.

## Storia della scoperta

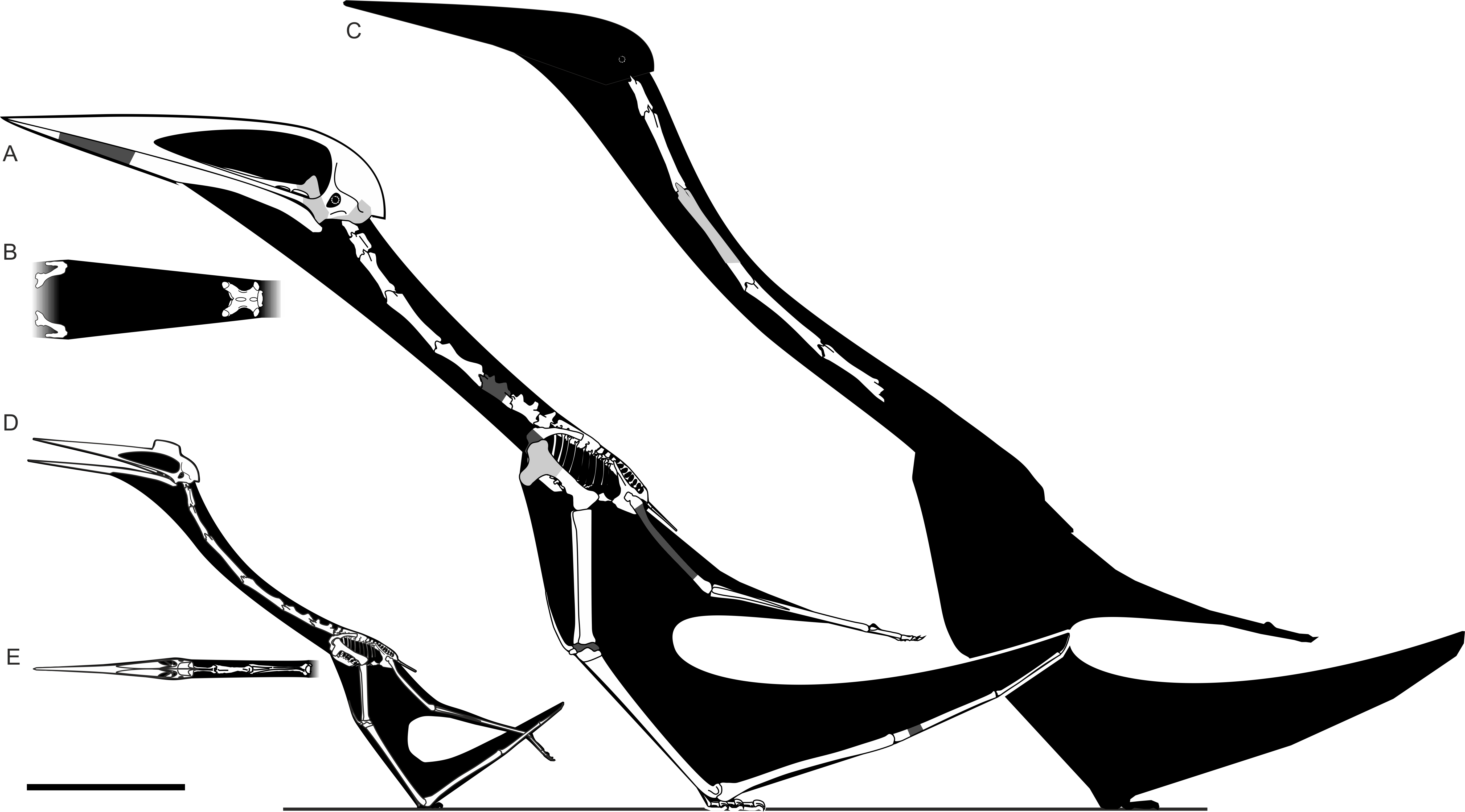
Speculativa ricostruzione scheletrica di Arambourgiania (C, olotipo in grigio chiaro e altri elementi in bianco) a confronto con Hatzegopteryx (A-B) e Quetzalcoatlus sp. (D-E)

Nei primi anni quaranta, un ferroviere durante le riparazioni sulla ferrovia Amman-Damasco, vicino Russeifa, ritrovò un lungo osso fossile lungo due piedi. Nel 1943, quest'osso fu acquistato dal direttore di una vicina miniera di fosfato mio, Amin Kawar, che lo sottopose all'attenzione dell'archeologo britannico Fielding, dopo la guerra.
Nel 1953, il fossile fu inviato a Parigi, dove è stato esaminato da Camille Arambourg del Muséum national d'histoire naturelle. Nel 1954, la paleontologa concluse l'osso apparteneva all'ala di uno pterosauro gigante. Nel 1959, la stessa nominato un nuovo genere e specie: Titanopteryx philadelphiae. Il nome del genere significava "ala titanica" in greco; il nome specifico si riferisce al nome di Amman in Antiquity: Philadelphia. Arambourg fece un calco in gesso dell'osso dopodiché lo restuì al direttore della miniera; quest'ultimo aspetto è stato poi dimenticato e l'osso è andato perduto.
Nel 1975, Douglas A. Lawson , studiando il suo stretto parente Quetzalcoatlus, concluse che l'osso non rappresentava un metacarpo ma una vertebra cervicale.

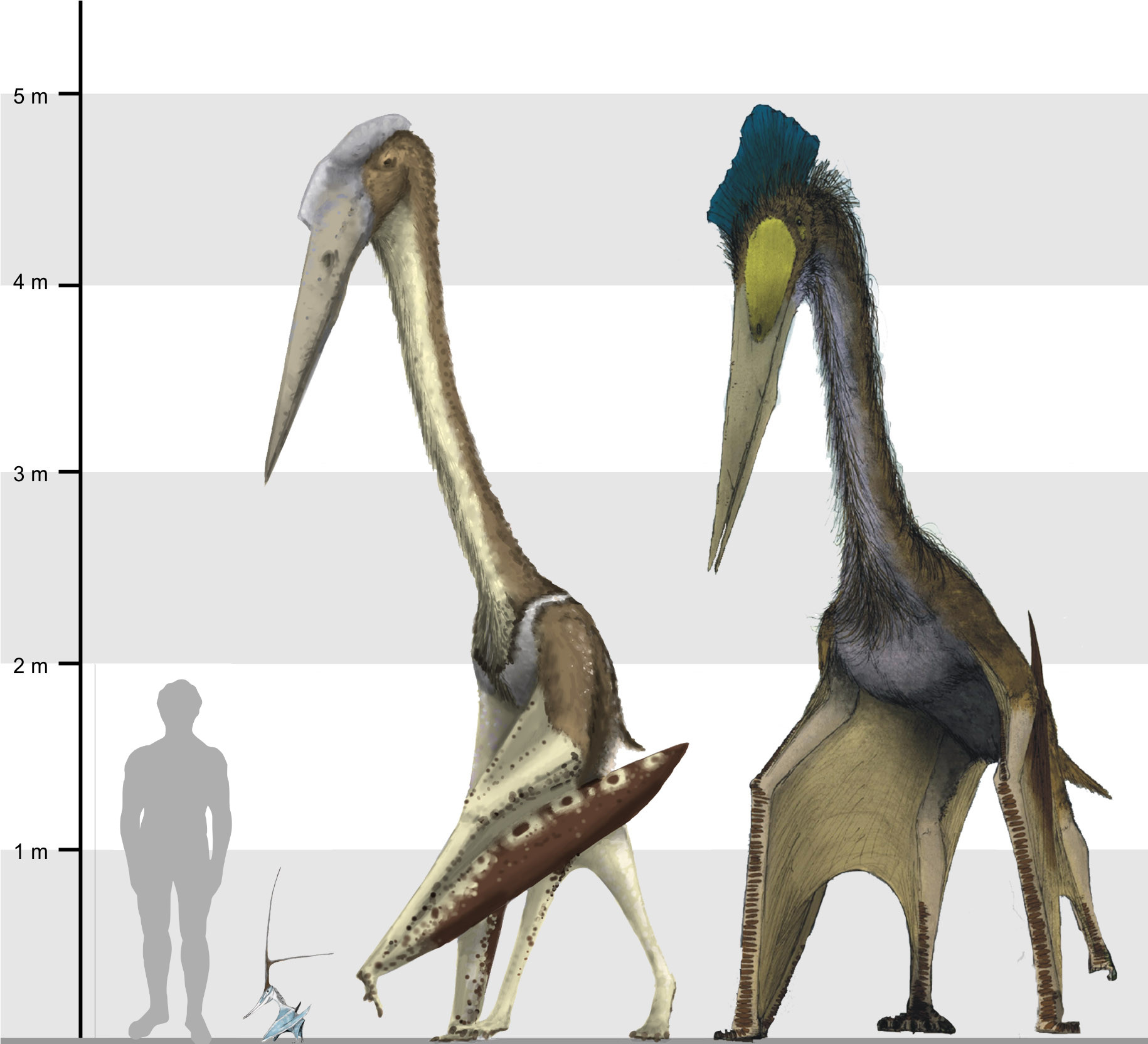
Dimensioni e ricostruzione di Nyctosaurus, Arambourgiania e Quetzalcoatlus

Negli anni Ottanta, il paleontologo russo Lev Nesov è stato informato da un entomologo che il nome Titanopteryx era già stato dato da Günther Enderlein ad una mosca della famiglia dei Simuliidae, nel 1934. Pertanto, nel 1987 ribattezzò il genere in Arambourgiania, onorando Arambourg. Tuttavia, il nome di "Titanopteryx" è stata informalmente tenuto in uso in Occidente, in parte perché il nuovo nome è stato assunto da molti come un nomen dubium.
All'inizio del 1995, i paleontologi David Martill e Eberhard Frey viaggiarono fino in Giordania, nel tentativo di chiarire la questione. In un armadio dell'ufficio del direttore della miniera di fosfato i due paleontologi scoprirono altre ossa di pterosauro: una vertebra più piccola e l'estremità prossimale e distale di una falange dell'ala. Tuttavia il fossile originale non venne ritrovato. Dopo la loro partenza verso l'Europa, l'ingegnere Rashdie Sadaqah della miniera indagò ulteriormente e nel 1996 stabilì che l'osso era stato acquistato dalla società, nel 1969, dal geologo Hani N. Khoury che lo aveva donato nel 1973 all'Università della Giordania; l'osso era ancora presente nella collezione di questo istituto e fu possibile ristudiarlo.
Frey e Martill respinsero accanitamente l'ipotesi che Arambourgiania fosse un nomen dubium o un sinonimo di Quetzalcoatlus, affermando invece la sua validità in relazione a "Titanopteryx", oggi suo sinonimo.
Nel 1984, Nesov classificò l'animale all'interno di Azhdarchinae, come parte di Pteranodontidae; Nello stesso anno Kevin Padian collocarono l'animale all'interno di Titanopterygidae. Entrambi i concetti sono caduti in disuso, e oggi questi animali sono assegnati ad Azhdarchidae.
Nel 2016, una vertebra cervicale di un azhdarchide è stata ritrovata nella Formazione Coon Creek della Contea di McNairy, Tennessee, Stati Uniti, e assegnata ad Arambourgiania philadelphiae. Questa scoperta estenderebbe l'areale geografico e temporale dell'animale, che sarebbe stato presente anche in Nord America alla fine del Campaniano. Questo esemplare è stato successivamente indicato come cf. Arambourgiania.
Nel 2018, degli esemplari topotipo sono stati localizzati nella Collezione Bavarese di Stato per Paleontologia e Geologia a Monaco, in Germania, che furono collocati lì nel 1966 dalla Giordania e probabilmente rappresentano elementi aggiuntivi dell'esemplare olotipo, tra cui frammenti di due vertebre cervicali, un arco neurale, un femore sinistro, un radio? e un IV metacarpale e altri frammenti indeterminati. Anche l'ulna sinistra incompleta dell'"azhdarchide di Sidi Chennane" proveniente dal Marocco è stata identificata come cf. Arambourgiania.
Nel 2024, i descrittori dell'azhdarchoide Inabtanin hanno scoperto anche un grande omero parziale destro di A. philadelphiae dalle miniere di fosfato di Ruseifa, vicino alla capitale giordana di Amman, dove è stato recuperato l'olotipo. L'esemplare è paragonabile per dimensioni e forma all'omero di Quetzalcoatlus northropi.

## Descrizione

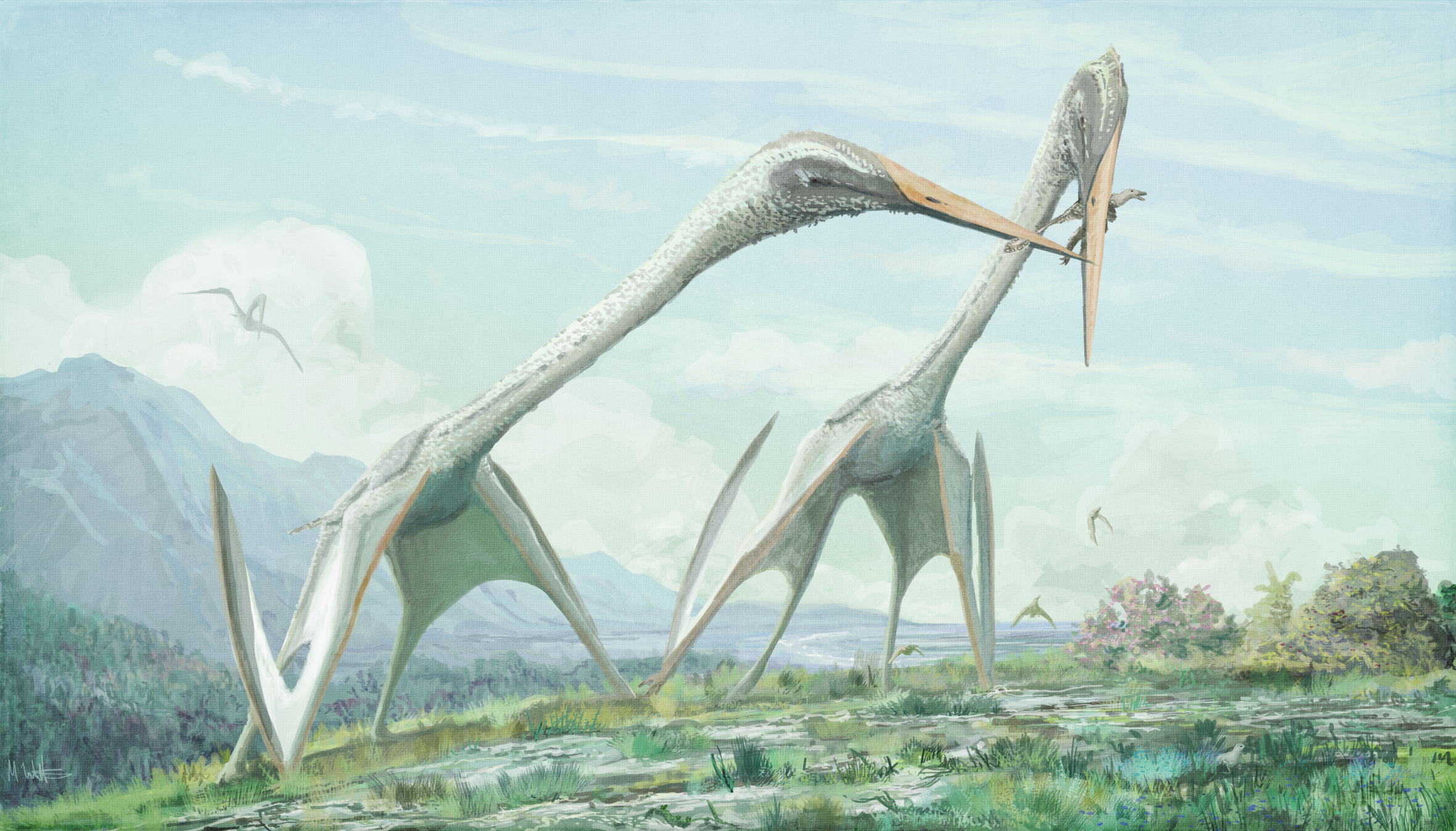
Ricostruzione di due Arambourgiania, mentre si contendono un piccolo teropode

Arambourgiania è conosciuta per pochi resti perlopiù frammentari. L'olotipo, VF 1, è costituito da una vertebra cervicale molto allungata, probabilmente la quinta. Oggi manca la sezione centrale; il reperto originale era lungo circa 62 centimetri, ma era stato segato in tre parti. La maggior parte del fossile è costituito da un tamponamento interno o stampo; le sottili pareti ossee mancano sulla maggior parte della superficie. Il reperto non rappresentava l'intera vertebra; un pezzo era assente anche dalla sua estremità posteriore.
Frey e Martill stimarono che la lunghezza totale fosse di 78 centimetri, utilizzando per il confronto la posizione relativa del diametro più piccolo dell'asta della quinta vertebra cervicale di Quetzalcoatlus. Da queste stime, la lunghezza totale del collo fu stimata a circa 3 metri. Dalla vertebra relativamente sottile, la dimensione della lunghezza fu quindi selezionata per essere confrontata con quella di Quetzalcoatlus, stimata a 66 centimetri di lunghezza, con un rapporto di 1,18. Applicando tale rapporto alle dimensioni complessive, Frey e Martill alla fine degli anni '90 conclusero che l'apertura alare di Arambourgiania fosse di circa 11-13 metri, rispetto all'apertura alare di 10-11 metri di Quetzalcoatlus, e che Arambourgiania fosse pertanto il più grande pterosauro allora conosciuto.
Tuttavia, le stime proposta da Frey e Martill vennero messe in discussione e stime successive dell'apertura alare dell'animale furono più moderate, in quanto i resti a nostra disposizione sono troppo frammentari per stimare tali dimensioni. I ricercatori che hanno descritto Phosphatodraco affermarono che l'apertura alare di Arambourgiania era più probabilmente intorno ai 7 metri, ma questa stima non è stata giustificata. Nel 2010, Mark Witton e Michael Habib sostennero che un'apertura alare di 7 metri fosse una sottostima, mentre un'apertura alare di 11-13 metri è una sovrastima. Nel 2022, Gregory S. Paul propose che Arambourgiania avesse un'apertura alare di 8-9 metri, più piccola di quella di Quetzalcoatlus o Hatzegopteryx. In uno studio del 2024, basato su un grande omero di dimensioni paragonabili a quello del Quetzalcoatlus northropi, l'apertura alare di Arambourgiania è stata stimata intorno ai 10 metri.

## Classificazione

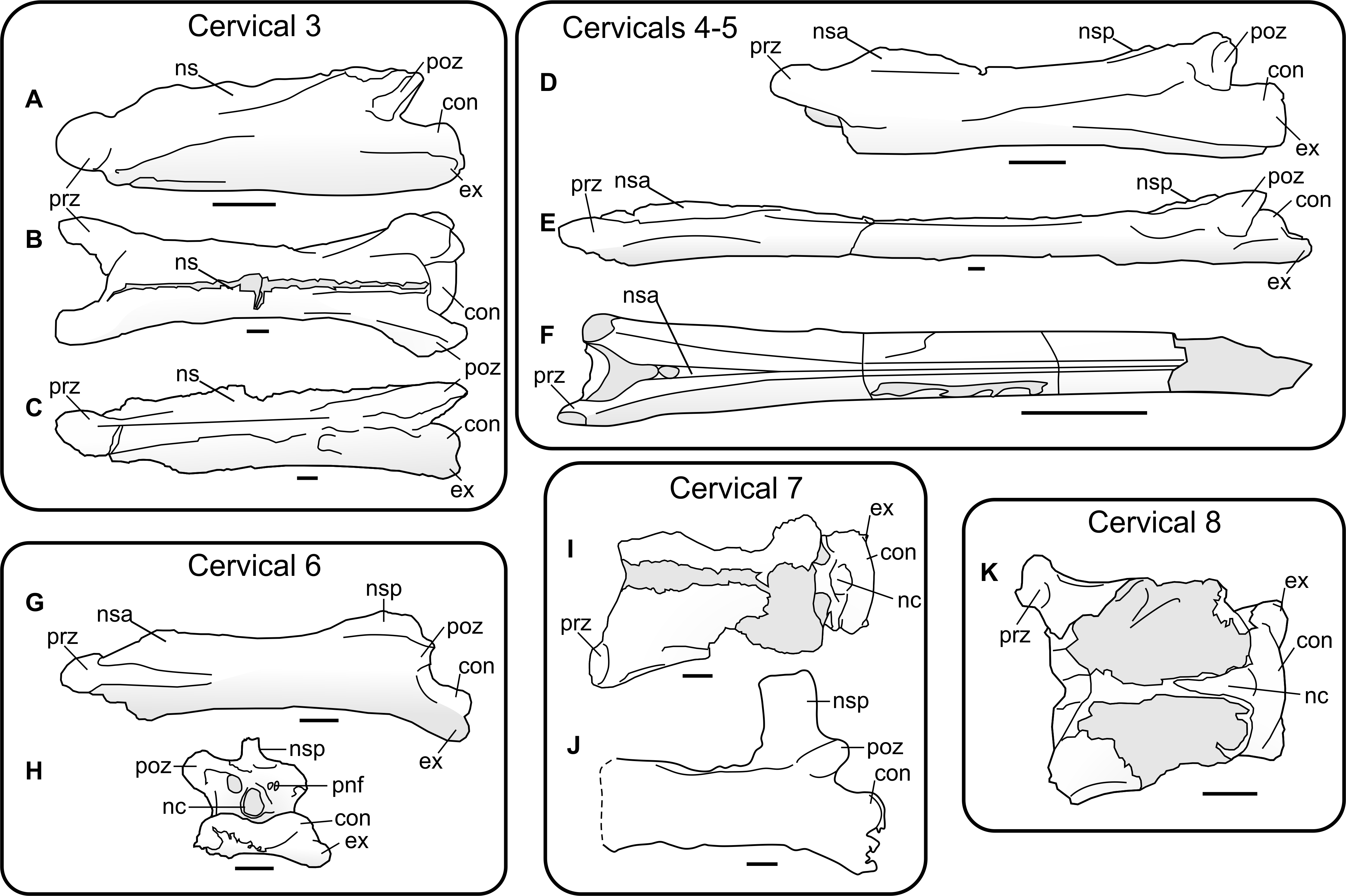
Vertebra cervicale olotipica (F) confrontata con quella di altri azhdarchidi

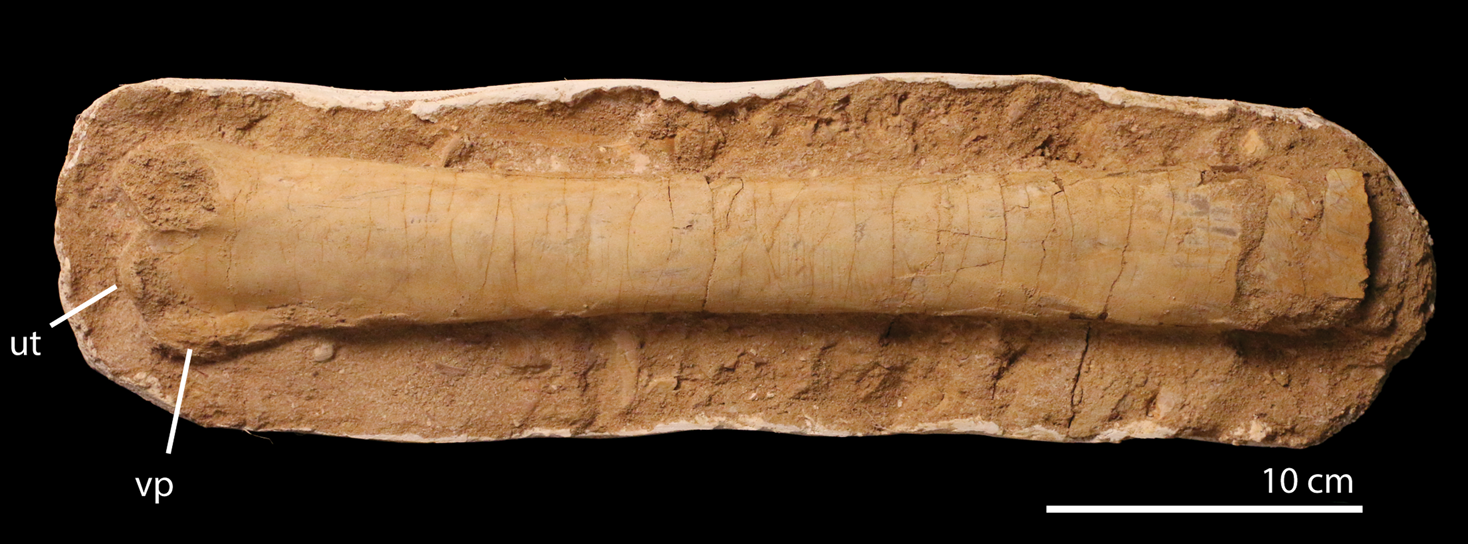
Ulna proveniente dal bacino di Ouled Abdoun, in Marocco, che potrebbe appartenere ad Arambourgiania

Di seguito è riportato un cladogramma che mostra la collocazione filogenetica di Arambourgiania all'interno del clade Neoazhdarchi. Il cladogramma è basato su una topologia recuperata da Brian Andres e Timothy Myers, nel 2013:
|  | Thalassodromeus sethi                                                            |
|  |                                                                                  |
|  | \| \| Tupuxuara leonardii \| \| \| \| \| \| Tupuxuara longicristatus \| \| \| \| |
|  |                                                                                  |
|  | Tupuxuara leonardii                                                              |
|  |                                                                                  |
|  | Tupuxuara longicristatus                                                         |
|  |                                                                                  |

|  | Tupuxuara leonardii      |
|  |                          |
|  | Tupuxuara longicristatus |
|  |                          |

|  | Domeykodactylus ceciliae |
|  |                          |
|  | Dsungaripterus weii      |
|  |                          |

|  | Noripterus complicidens |
|  |                         |
|  | Noripterus parvus       |
|  |                         |

|  | Domeykodactylus ceciliae |
|  |                          |
|  | Dsungaripterus weii      |
|  |                          |

|  | Noripterus complicidens |
|  |                         |
|  | Noripterus parvus       |
|  |                         |

|  | Thalassodromeus sethi                                                            |
|  |                                                                                  |
|  | \| \| Tupuxuara leonardii \| \| \| \| \| \| Tupuxuara longicristatus \| \| \| \| |
|  |                                                                                  |
|  | Tupuxuara leonardii                                                              |
|  |                                                                                  |
|  | Tupuxuara longicristatus                                                         |
|  |                                                                                  |

|  | Tupuxuara leonardii      |
|  |                          |
|  | Tupuxuara longicristatus |
|  |                          |

|  | Domeykodactylus ceciliae |
|  |                          |
|  | Dsungaripterus weii      |
|  |                          |

|  | Noripterus complicidens |
|  |                         |
|  | Noripterus parvus       |
|  |                         |

|  | Domeykodactylus ceciliae |
|  |                          |
|  | Dsungaripterus weii      |
|  |                          |

|  | Noripterus complicidens |
|  |                         |
|  | Noripterus parvus       |
|  |                         |

|  | Shenzhoupterus chaoyangensis                                                  |
|  |                                                                               |
|  | \| \| Chaoyangopterus zhangi \| \| \| \| \| \| Jidapterus edentus \| \| \| \| |
|  |                                                                               |
|  | Chaoyangopterus zhangi                                                        |
|  |                                                                               |
|  | Jidapterus edentus                                                            |
|  |                                                                               |

|  | Chaoyangopterus zhangi |
|  |                        |
|  | Jidapterus edentus     |
|  |                        |

|  | Shenzhoupterus chaoyangensis                                                  |
|  |                                                                               |
|  | \| \| Chaoyangopterus zhangi \| \| \| \| \| \| Jidapterus edentus \| \| \| \| |
|  |                                                                               |
|  | Chaoyangopterus zhangi                                                        |
|  |                                                                               |
|  | Jidapterus edentus                                                            |
|  |                                                                               |

|  | Chaoyangopterus zhangi |
|  |                        |
|  | Jidapterus edentus     |
|  |                        |

|  | Zhejiangopterus linhaiensis |
|  | |
|  | \| \| Arambourgiania philadelphiae \| \| \| \| \| \| Quetzalcoatlus northropi \| \| \| \| \| \| Quetzalcoatlus lawsoni \| \| \| \| |
|  | |
|  | Arambourgiania philadelphiae |
|  | |
|  | Quetzalcoatlus northropi |
|  | |
|  | Quetzalcoatlus lawsoni |
|  | |

|  | Arambourgiania philadelphiae |
|  |                              |
|  | Quetzalcoatlus northropi     |
|  |                              |
|  | Quetzalcoatlus lawsoni       |
|  |                              |

|  | Zhejiangopterus linhaiensis |
|  | |
|  | \| \| Arambourgiania philadelphiae \| \| \| \| \| \| Quetzalcoatlus northropi \| \| \| \| \| \| Quetzalcoatlus lawsoni \| \| \| \| |
|  | |
|  | Arambourgiania philadelphiae |
|  | |
|  | Quetzalcoatlus northropi |
|  | |
|  | Quetzalcoatlus lawsoni |
|  | |

|  | Arambourgiania philadelphiae |
|  |                              |
|  | Quetzalcoatlus northropi     |
|  |                              |
|  | Quetzalcoatlus lawsoni       |
|  |                              |

|  | Zhejiangopterus linhaiensis |
|  | |
|  | \| \| Arambourgiania philadelphiae \| \| \| \| \| \| Quetzalcoatlus northropi \| \| \| \| \| \| Quetzalcoatlus lawsoni \| \| \| \| |
|  | |
|  | Arambourgiania philadelphiae |
|  | |
|  | Quetzalcoatlus northropi |
|  | |
|  | Quetzalcoatlus lawsoni |
|  | |

|  | Arambourgiania philadelphiae |
|  |                              |
|  | Quetzalcoatlus northropi     |
|  |                              |
|  | Quetzalcoatlus lawsoni       |
|  |                              |

|  | Zhejiangopterus linhaiensis |
|  | |
|  | \| \| Arambourgiania philadelphiae \| \| \| \| \| \| Quetzalcoatlus northropi \| \| \| \| \| \| Quetzalcoatlus lawsoni \| \| \| \| |
|  | |
|  | Arambourgiania philadelphiae |
|  | |
|  | Quetzalcoatlus northropi |
|  | |
|  | Quetzalcoatlus lawsoni |
|  | |

|  | Arambourgiania philadelphiae |
|  |                              |
|  | Quetzalcoatlus northropi     |
|  |                              |
|  | Quetzalcoatlus lawsoni       |
|  |                              |

|  | Zhejiangopterus linhaiensis |
|  | |
|  | \| \| Arambourgiania philadelphiae \| \| \| \| \| \| Quetzalcoatlus northropi \| \| \| \| \| \| Quetzalcoatlus lawsoni \| \| \| \| |
|  | |
|  | Arambourgiania philadelphiae |
|  | |
|  | Quetzalcoatlus northropi |
|  | |
|  | Quetzalcoatlus lawsoni |
|  | |

|  | Arambourgiania philadelphiae |
|  |                              |
|  | Quetzalcoatlus northropi     |
|  |                              |
|  | Quetzalcoatlus lawsoni       |
|  |                              |

|  | Zhejiangopterus linhaiensis |
|  | |
|  | \| \| Arambourgiania philadelphiae \| \| \| \| \| \| Quetzalcoatlus northropi \| \| \| \| \| \| Quetzalcoatlus lawsoni \| \| \| \| |
|  | |
|  | Arambourgiania philadelphiae |
|  | |
|  | Quetzalcoatlus northropi |
|  | |
|  | Quetzalcoatlus lawsoni |
|  | |

|  | Arambourgiania philadelphiae |
|  |                              |
|  | Quetzalcoatlus northropi     |
|  |                              |
|  | Quetzalcoatlus lawsoni       |
|  |                              |

|  | Zhejiangopterus linhaiensis |
|  | |
|  | \| \| Arambourgiania philadelphiae \| \| \| \| \| \| Quetzalcoatlus northropi \| \| \| \| \| \| Quetzalcoatlus lawsoni \| \| \| \| |
|  | |
|  | Arambourgiania philadelphiae |
|  | |
|  | Quetzalcoatlus northropi |
|  | |
|  | Quetzalcoatlus lawsoni |
|  | |

|  | Arambourgiania philadelphiae |
|  |                              |
|  | Quetzalcoatlus northropi     |
|  |                              |
|  | Quetzalcoatlus lawsoni       |
|  |                              |

|  | Zhejiangopterus linhaiensis |
|  | |
|  | \| \| Arambourgiania philadelphiae \| \| \| \| \| \| Quetzalcoatlus northropi \| \| \| \| \| \| Quetzalcoatlus lawsoni \| \| \| \| |
|  | |
|  | Arambourgiania philadelphiae |
|  | |
|  | Quetzalcoatlus northropi |
|  | |
|  | Quetzalcoatlus lawsoni |
|  | |

|  | Arambourgiania philadelphiae |
|  |                              |
|  | Quetzalcoatlus northropi     |
|  |                              |
|  | Quetzalcoatlus lawsoni       |
|  |                              |

|  | Shenzhoupterus chaoyangensis                                                  |
|  |                                                                               |
|  | \| \| Chaoyangopterus zhangi \| \| \| \| \| \| Jidapterus edentus \| \| \| \| |
|  |                                                                               |
|  | Chaoyangopterus zhangi                                                        |
|  |                                                                               |
|  | Jidapterus edentus                                                            |
|  |                                                                               |

|  | Chaoyangopterus zhangi |
|  |                        |
|  | Jidapterus edentus     |
|  |                        |

|  | Shenzhoupterus chaoyangensis                                                  |
|  |                                                                               |
|  | \| \| Chaoyangopterus zhangi \| \| \| \| \| \| Jidapterus edentus \| \| \| \| |
|  |                                                                               |
|  | Chaoyangopterus zhangi                                                        |
|  |                                                                               |
|  | Jidapterus edentus                                                            |
|  |                                                                               |

|  | Chaoyangopterus zhangi |
|  |                        |
|  | Jidapterus edentus     |
|  |                        |

|  | Zhejiangopterus linhaiensis |
|  | |
|  | \| \| Arambourgiania philadelphiae \| \| \| \| \| \| Quetzalcoatlus northropi \| \| \| \| \| \| Quetzalcoatlus lawsoni \| \| \| \| |
|  | |
|  | Arambourgiania philadelphiae |
|  | |
|  | Quetzalcoatlus northropi |
|  | |
|  | Quetzalcoatlus lawsoni |
|  | |

|  | Arambourgiania philadelphiae |
|  |                              |
|  | Quetzalcoatlus northropi     |
|  |                              |
|  | Quetzalcoatlus lawsoni       |
|  |                              |

|  | Zhejiangopterus linhaiensis |
|  | |
|  | \| \| Arambourgiania philadelphiae \| \| \| \| \| \| Quetzalcoatlus northropi \| \| \| \| \| \| Quetzalcoatlus lawsoni \| \| \| \| |
|  | |
|  | Arambourgiania philadelphiae |
|  | |
|  | Quetzalcoatlus northropi |
|  | |
|  | Quetzalcoatlus lawsoni |
|  | |

|  | Arambourgiania philadelphiae |
|  |                              |
|  | Quetzalcoatlus northropi     |
|  |                              |
|  | Quetzalcoatlus lawsoni       |
|  |                              |

|  | Zhejiangopterus linhaiensis |
|  | |
|  | \| \| Arambourgiania philadelphiae \| \| \| \| \| \| Quetzalcoatlus northropi \| \| \| \| \| \| Quetzalcoatlus lawsoni \| \| \| \| |
|  | |
|  | Arambourgiania philadelphiae |
|  | |
|  | Quetzalcoatlus northropi |
|  | |
|  | Quetzalcoatlus lawsoni |
|  | |

|  | Arambourgiania philadelphiae |
|  |                              |
|  | Quetzalcoatlus northropi     |
|  |                              |
|  | Quetzalcoatlus lawsoni       |
|  |                              |

|  | Zhejiangopterus linhaiensis |
|  | |
|  | \| \| Arambourgiania philadelphiae \| \| \| \| \| \| Quetzalcoatlus northropi \| \| \| \| \| \| Quetzalcoatlus lawsoni \| \| \| \| |
|  | |
|  | Arambourgiania philadelphiae |
|  | |
|  | Quetzalcoatlus northropi |
|  | |
|  | Quetzalcoatlus lawsoni |
|  | |

|  | Arambourgiania philadelphiae |
|  |                              |
|  | Quetzalcoatlus northropi     |
|  |                              |
|  | Quetzalcoatlus lawsoni       |
|  |                              |

|  | Zhejiangopterus linhaiensis |
|  | |
|  | \| \| Arambourgiania philadelphiae \| \| \| \| \| \| Quetzalcoatlus northropi \| \| \| \| \| \| Quetzalcoatlus lawsoni \| \| \| \| |
|  | |
|  | Arambourgiania philadelphiae |
|  | |
|  | Quetzalcoatlus northropi |
|  | |
|  | Quetzalcoatlus lawsoni |
|  | |

|  | Arambourgiania philadelphiae |
|  |                              |
|  | Quetzalcoatlus northropi     |
|  |                              |
|  | Quetzalcoatlus lawsoni       |
|  |                              |

|  | Zhejiangopterus linhaiensis |
|  | |
|  | \| \| Arambourgiania philadelphiae \| \| \| \| \| \| Quetzalcoatlus northropi \| \| \| \| \| \| Quetzalcoatlus lawsoni \| \| \| \| |
|  | |
|  | Arambourgiania philadelphiae |
|  | |
|  | Quetzalcoatlus northropi |
|  | |
|  | Quetzalcoatlus lawsoni |
|  | |

|  | Arambourgiania philadelphiae |
|  |                              |
|  | Quetzalcoatlus northropi     |
|  |                              |
|  | Quetzalcoatlus lawsoni       |
|  |                              |

|  | Zhejiangopterus linhaiensis |
|  | |
|  | \| \| Arambourgiania philadelphiae \| \| \| \| \| \| Quetzalcoatlus northropi \| \| \| \| \| \| Quetzalcoatlus lawsoni \| \| \| \| |
|  | |
|  | Arambourgiania philadelphiae |
|  | |
|  | Quetzalcoatlus northropi |
|  | |
|  | Quetzalcoatlus lawsoni |
|  | |

|  | Arambourgiania philadelphiae |
|  |                              |
|  | Quetzalcoatlus northropi     |
|  |                              |
|  | Quetzalcoatlus lawsoni       |
|  |                              |

|  | Zhejiangopterus linhaiensis |
|  | |
|  | \| \| Arambourgiania philadelphiae \| \| \| \| \| \| Quetzalcoatlus northropi \| \| \| \| \| \| Quetzalcoatlus lawsoni \| \| \| \| |
|  | |
|  | Arambourgiania philadelphiae |
|  | |
|  | Quetzalcoatlus northropi |
|  | |
|  | Quetzalcoatlus lawsoni |
|  | |

|  | Arambourgiania philadelphiae |
|  |                              |
|  | Quetzalcoatlus northropi     |
|  |                              |
|  | Quetzalcoatlus lawsoni       |
|  |                              |

|  | Thalassodromeus sethi                                                            |
|  |                                                                                  |
|  | \| \| Tupuxuara leonardii \| \| \| \| \| \| Tupuxuara longicristatus \| \| \| \| |
|  |                                                                                  |
|  | Tupuxuara leonardii                                                              |
|  |                                                                                  |
|  | Tupuxuara longicristatus                                                         |
|  |                                                                                  |

|  | Tupuxuara leonardii      |
|  |                          |
|  | Tupuxuara longicristatus |
|  |                          |

|  | Domeykodactylus ceciliae |
|  |                          |
|  | Dsungaripterus weii      |
|  |                          |

|  | Noripterus complicidens |
|  |                         |
|  | Noripterus parvus       |
|  |                         |

|  | Domeykodactylus ceciliae |
|  |                          |
|  | Dsungaripterus weii      |
|  |                          |

|  | Noripterus complicidens |
|  |                         |
|  | Noripterus parvus       |
|  |                         |

|  | Thalassodromeus sethi                                                            |
|  |                                                                                  |
|  | \| \| Tupuxuara leonardii \| \| \| \| \| \| Tupuxuara longicristatus \| \| \| \| |
|  |                                                                                  |
|  | Tupuxuara leonardii                                                              |
|  |                                                                                  |
|  | Tupuxuara longicristatus                                                         |
|  |                                                                                  |

|  | Tupuxuara leonardii      |
|  |                          |
|  | Tupuxuara longicristatus |
|  |                          |

|  | Domeykodactylus ceciliae |
|  |                          |
|  | Dsungaripterus weii      |
|  |                          |

|  | Noripterus complicidens |
|  |                         |
|  | Noripterus parvus       |
|  |                         |

|  | Domeykodactylus ceciliae |
|  |                          |
|  | Dsungaripterus weii      |
|  |                          |

|  | Noripterus complicidens |
|  |                         |
|  | Noripterus parvus       |
|  |                         |

|  | Shenzhoupterus chaoyangensis                                                  |
|  |                                                                               |
|  | \| \| Chaoyangopterus zhangi \| \| \| \| \| \| Jidapterus edentus \| \| \| \| |
|  |                                                                               |
|  | Chaoyangopterus zhangi                                                        |
|  |                                                                               |
|  | Jidapterus edentus                                                            |
|  |                                                                               |

|  | Chaoyangopterus zhangi |
|  |                        |
|  | Jidapterus edentus     |
|  |                        |

|  | Shenzhoupterus chaoyangensis                                                  |
|  |                                                                               |
|  | \| \| Chaoyangopterus zhangi \| \| \| \| \| \| Jidapterus edentus \| \| \| \| |
|  |                                                                               |
|  | Chaoyangopterus zhangi                                                        |
|  |                                                                               |
|  | Jidapterus edentus                                                            |
|  |                                                                               |

|  | Chaoyangopterus zhangi |
|  |                        |
|  | Jidapterus edentus     |
|  |                        |

|  | Zhejiangopterus linhaiensis |
|  | |
|  | \| \| Arambourgiania philadelphiae \| \| \| \| \| \| Quetzalcoatlus northropi \| \| \| \| \| \| Quetzalcoatlus lawsoni \| \| \| \| |
|  | |
|  | Arambourgiania philadelphiae |
|  | |
|  | Quetzalcoatlus northropi |
|  | |
|  | Quetzalcoatlus lawsoni |
|  | |

|  | Arambourgiania philadelphiae |
|  |                              |
|  | Quetzalcoatlus northropi     |
|  |                              |
|  | Quetzalcoatlus lawsoni       |
|  |                              |

|  | Zhejiangopterus linhaiensis |
|  | |
|  | \| \| Arambourgiania philadelphiae \| \| \| \| \| \| Quetzalcoatlus northropi \| \| \| \| \| \| Quetzalcoatlus lawsoni \| \| \| \| |
|  | |
|  | Arambourgiania philadelphiae |
|  | |
|  | Quetzalcoatlus northropi |
|  | |
|  | Quetzalcoatlus lawsoni |
|  | |

|  | Arambourgiania philadelphiae |
|  |                              |
|  | Quetzalcoatlus northropi     |
|  |                              |
|  | Quetzalcoatlus lawsoni       |
|  |                              |

|  | Zhejiangopterus linhaiensis |
|  | |
|  | \| \| Arambourgiania philadelphiae \| \| \| \| \| \| Quetzalcoatlus northropi \| \| \| \| \| \| Quetzalcoatlus lawsoni \| \| \| \| |
|  | |
|  | Arambourgiania philadelphiae |
|  | |
|  | Quetzalcoatlus northropi |
|  | |
|  | Quetzalcoatlus lawsoni |
|  | |

|  | Arambourgiania philadelphiae |
|  |                              |
|  | Quetzalcoatlus northropi     |
|  |                              |
|  | Quetzalcoatlus lawsoni       |
|  |                              |

|  | Zhejiangopterus linhaiensis |
|  | |
|  | \| \| Arambourgiania philadelphiae \| \| \| \| \| \| Quetzalcoatlus northropi \| \| \| \| \| \| Quetzalcoatlus lawsoni \| \| \| \| |
|  | |
|  | Arambourgiania philadelphiae |
|  | |
|  | Quetzalcoatlus northropi |
|  | |
|  | Quetzalcoatlus lawsoni |
|  | |

|  | Arambourgiania philadelphiae |
|  |                              |
|  | Quetzalcoatlus northropi     |
|  |                              |
|  | Quetzalcoatlus lawsoni       |
|  |                              |

|  | Zhejiangopterus linhaiensis |
|  | |
|  | \| \| Arambourgiania philadelphiae \| \| \| \| \| \| Quetzalcoatlus northropi \| \| \| \| \| \| Quetzalcoatlus lawsoni \| \| \| \| |
|  | |
|  | Arambourgiania philadelphiae |
|  | |
|  | Quetzalcoatlus northropi |
|  | |
|  | Quetzalcoatlus lawsoni |
|  | |

|  | Arambourgiania philadelphiae |
|  |                              |
|  | Quetzalcoatlus northropi     |
|  |                              |
|  | Quetzalcoatlus lawsoni       |
|  |                              |

|  | Zhejiangopterus linhaiensis |
|  | |
|  | \| \| Arambourgiania philadelphiae \| \| \| \| \| \| Quetzalcoatlus northropi \| \| \| \| \| \| Quetzalcoatlus lawsoni \| \| \| \| |
|  | |
|  | Arambourgiania philadelphiae |
|  | |
|  | Quetzalcoatlus northropi |
|  | |
|  | Quetzalcoatlus lawsoni |
|  | |

|  | Arambourgiania philadelphiae |
|  |                              |
|  | Quetzalcoatlus northropi     |
|  |                              |
|  | Quetzalcoatlus lawsoni       |
|  |                              |

|  | Zhejiangopterus linhaiensis |
|  | |
|  | \| \| Arambourgiania philadelphiae \| \| \| \| \| \| Quetzalcoatlus northropi \| \| \| \| \| \| Quetzalcoatlus lawsoni \| \| \| \| |
|  | |
|  | Arambourgiania philadelphiae |
|  | |
|  | Quetzalcoatlus northropi |
|  | |
|  | Quetzalcoatlus lawsoni |
|  | |

|  | Arambourgiania philadelphiae |
|  |                              |
|  | Quetzalcoatlus northropi     |
|  |                              |
|  | Quetzalcoatlus lawsoni       |
|  |                              |

|  | Zhejiangopterus linhaiensis |
|  | |
|  | \| \| Arambourgiania philadelphiae \| \| \| \| \| \| Quetzalcoatlus northropi \| \| \| \| \| \| Quetzalcoatlus lawsoni \| \| \| \| |
|  | |
|  | Arambourgiania philadelphiae |
|  | |
|  | Quetzalcoatlus northropi |
|  | |
|  | Quetzalcoatlus lawsoni |
|  | |

|  | Arambourgiania philadelphiae |
|  |                              |
|  | Quetzalcoatlus northropi     |
|  |                              |
|  | Quetzalcoatlus lawsoni       |
|  |                              |

|  | Shenzhoupterus chaoyangensis                                                  |
|  |                                                                               |
|  | \| \| Chaoyangopterus zhangi \| \| \| \| \| \| Jidapterus edentus \| \| \| \| |
|  |                                                                               |
|  | Chaoyangopterus zhangi                                                        |
|  |                                                                               |
|  | Jidapterus edentus                                                            |
|  |                                                                               |

|  | Chaoyangopterus zhangi |
|  |                        |
|  | Jidapterus edentus     |
|  |                        |

|  | Shenzhoupterus chaoyangensis                                                  |
|  |                                                                               |
|  | \| \| Chaoyangopterus zhangi \| \| \| \| \| \| Jidapterus edentus \| \| \| \| |
|  |                                                                               |
|  | Chaoyangopterus zhangi                                                        |
|  |                                                                               |
|  | Jidapterus edentus                                                            |
|  |                                                                               |

|  | Chaoyangopterus zhangi |
|  |                        |
|  | Jidapterus edentus     |
|  |                        |

|  | Zhejiangopterus linhaiensis |
|  | |
|  | \| \| Arambourgiania philadelphiae \| \| \| \| \| \| Quetzalcoatlus northropi \| \| \| \| \| \| Quetzalcoatlus lawsoni \| \| \| \| |
|  | |
|  | Arambourgiania philadelphiae |
|  | |
|  | Quetzalcoatlus northropi |
|  | |
|  | Quetzalcoatlus lawsoni |
|  | |

|  | Arambourgiania philadelphiae |
|  |                              |
|  | Quetzalcoatlus northropi     |
|  |                              |
|  | Quetzalcoatlus lawsoni       |
|  |                              |

|  | Zhejiangopterus linhaiensis |
|  | |
|  | \| \| Arambourgiania philadelphiae \| \| \| \| \| \| Quetzalcoatlus northropi \| \| \| \| \| \| Quetzalcoatlus lawsoni \| \| \| \| |
|  | |
|  | Arambourgiania philadelphiae |
|  | |
|  | Quetzalcoatlus northropi |
|  | |
|  | Quetzalcoatlus lawsoni |
|  | |

|  | Arambourgiania philadelphiae |
|  |                              |
|  | Quetzalcoatlus northropi     |
|  |                              |
|  | Quetzalcoatlus lawsoni       |
|  |                              |

|  | Zhejiangopterus linhaiensis |
|  | |
|  | \| \| Arambourgiania philadelphiae \| \| \| \| \| \| Quetzalcoatlus northropi \| \| \| \| \| \| Quetzalcoatlus lawsoni \| \| \| \| |
|  | |
|  | Arambourgiania philadelphiae |
|  | |
|  | Quetzalcoatlus northropi |
|  | |
|  | Quetzalcoatlus lawsoni |
|  | |

|  | Arambourgiania philadelphiae |
|  |                              |
|  | Quetzalcoatlus northropi     |
|  |                              |
|  | Quetzalcoatlus lawsoni       |
|  |                              |

|  | Zhejiangopterus linhaiensis |
|  | |
|  | \| \| Arambourgiania philadelphiae \| \| \| \| \| \| Quetzalcoatlus northropi \| \| \| \| \| \| Quetzalcoatlus lawsoni \| \| \| \| |
|  | |
|  | Arambourgiania philadelphiae |
|  | |
|  | Quetzalcoatlus northropi |
|  | |
|  | Quetzalcoatlus lawsoni |
|  | |

|  | Arambourgiania philadelphiae |
|  |                              |
|  | Quetzalcoatlus northropi     |
|  |                              |
|  | Quetzalcoatlus lawsoni       |
|  |                              |

|  | Zhejiangopterus linhaiensis |
|  | |
|  | \| \| Arambourgiania philadelphiae \| \| \| \| \| \| Quetzalcoatlus northropi \| \| \| \| \| \| Quetzalcoatlus lawsoni \| \| \| \| |
|  | |
|  | Arambourgiania philadelphiae |
|  | |
|  | Quetzalcoatlus northropi |
|  | |
|  | Quetzalcoatlus lawsoni |
|  | |

|  | Arambourgiania philadelphiae |
|  |                              |
|  | Quetzalcoatlus northropi     |
|  |                              |
|  | Quetzalcoatlus lawsoni       |
|  |                              |

|  | Zhejiangopterus linhaiensis |
|  | |
|  | \| \| Arambourgiania philadelphiae \| \| \| \| \| \| Quetzalcoatlus northropi \| \| \| \| \| \| Quetzalcoatlus lawsoni \| \| \| \| |
|  | |
|  | Arambourgiania philadelphiae |
|  | |
|  | Quetzalcoatlus northropi |
|  | |
|  | Quetzalcoatlus lawsoni |
|  | |

|  | Arambourgiania philadelphiae |
|  |                              |
|  | Quetzalcoatlus northropi     |
|  |                              |
|  | Quetzalcoatlus lawsoni       |
|  |                              |

|  | Zhejiangopterus linhaiensis |
|  | |
|  | \| \| Arambourgiania philadelphiae \| \| \| \| \| \| Quetzalcoatlus northropi \| \| \| \| \| \| Quetzalcoatlus lawsoni \| \| \| \| |
|  | |
|  | Arambourgiania philadelphiae |
|  | |
|  | Quetzalcoatlus northropi |
|  | |
|  | Quetzalcoatlus lawsoni |
|  | |

|  | Arambourgiania philadelphiae |
|  |                              |
|  | Quetzalcoatlus northropi     |
|  |                              |
|  | Quetzalcoatlus lawsoni       |
|  |                              |

|  | Zhejiangopterus linhaiensis |
|  | |
|  | \| \| Arambourgiania philadelphiae \| \| \| \| \| \| Quetzalcoatlus northropi \| \| \| \| \| \| Quetzalcoatlus lawsoni \| \| \| \| |
|  | |
|  | Arambourgiania philadelphiae |
|  | |
|  | Quetzalcoatlus northropi |
|  | |
|  | Quetzalcoatlus lawsoni |
|  | |

|  | Arambourgiania philadelphiae |
|  |                              |
|  | Quetzalcoatlus northropi     |
|  |                              |
|  | Quetzalcoatlus lawsoni       |
|  |                              |